# Laskai Csókás Péter
Laskai Csókás Péter, latin nevén Petrus Monedulatus Lascovius Barovius vagy …de Barovia (Laskó, ? – Gyulafehérvár, 1587.) református lelkész, teológus, iskolaigazgató. 

## Pályája
A Baranya vármegyei Laskón született. Tanult Kolozsvár és Gyulafehérvárt, majd a fogarasi iskola igazgatója lett. Később külföldre utazott, meglátogatta Svájc, Olaszország, Franciaország és Németország nevezetesebb egyetemeit. 1578-ban beiratkozott a wittenbergi egyetemre, felvették a „Coetus hungaricus”-ba. Hazatérése után, 1580-ban Marosvásárhelyen iskolaigazgató lett, a következő év végén újból külföldre utazott. Olaszország és Franciaország után 1582-ben fél évet Wittenbergben. Rövid itthoni tartózkodás után egy patronusa fiának mentoraként ismét útra kelt Olaszországba Római tartózkodása után, 1584-ben előbb Genfben, utána ősztől Wittenbergben tartózkodott. 

## Munkái
- Hitvitázó munkája: Speculum exilii et indigentiae nostrae (Brassó, 1581). [A katolikusok és unitáriusok ellen írt polemikus könyv. Hittudományi fejtegetései mellett latin és görög versekben dicsőíti erdélyi pártfogóit: Báthory Zsigmond fejedelmet és több tanácsosát.]
- Másik teológiai munkája: Theorematum de puro et expresso Dei verbo…  examen et refutatio (Az Isten tiszta és világos igéjére vonatkozó vetekedések ... vizsgálata és cáfolata) (Genf 1585). [A jezsuiták ellen írt értekezések gyűjteménye. Ajánlva patrónusainak, az erdélyi tanácsuraknak.)
- Filozófiai munkája: De homine, magno illo in rerum natura miraculo et partibus eius essentialibus (Az emberről, a természetnek erről a nagy csodájáról és annak lényegi részeiről) (Wittenberg, 1585). [Első része a lélekkel,  második része az emberi testtel és szervezettel foglalkozik. Ajánló levelében előszámlálja mindazokat a magyarokat, akik 1585-ig Wittenbergben tanultak.]

Szily Kálmán megállapítása szerint az 1585-ben Lyonban megjelent tíznyelvű Calepinus-szótár magyar szómegfeleléseit jelentős részben –  néhány magyar diák segítségével – ő írta, és új szócikkekkel is ő egészítette ki. 
„Megvizsgáltuk Laskai ránkmaradt műveit, és meglepetésünkre azt tapasztaltuk, hogy a korabeli átlagos humanista műveltség kereteit messze túlhaladó mértékben találunk e művekben természettudományi képzettségre valló részeket.”